# Prelude to the Millennium
Prelude to the Millennium es un recopilatorio de las "mejores canciones" de la banda de metal progresivo Symphony X lanzado en 1998. Este álbum incluye la canción “Masquerade” remasterizada titulada “Masquerade´98”, esta vez cantada por su actual vocalista Russell Allen.

## Lista de canciones
1. Masquerade´98 (6:01)
2. A Winter´s Dream - Prelude (Part I) (3:03)
3. The Damnation Game (4:32)
4. Dressed To Kill (4:44)
5. Of Sins And Shadows (4:56)
6. Sea Of Lies (4:18)
7. Out Of The Ashes (3:39)
8. The Divine Wings Of Tragedy (20:41)
9. Candlelight Fantasia (6:42)
10. Smoke And Mirrors (4:58)
11. Throught The Looking Glass(Part I, II, III) (13:04)

## Formación
- Russell Allen - Voz.
- Michael Romeo - Guitarra.
- Michael Pinella - Teclados.
- Jason Rullo - Batería.
- Tom Walling - Batería. (solo en las canciones N.º 10, 11)
- Thomas Miller - Bajo eléctrico.

- Datos: Q1063836